# Бонголава
Бонголава (на френски: Bongolava) е един от двадесет и двата региона на Мадагаскар.
- Столица: Цироаномандиди
- Площ: 16 888 км²
- Население (по преброяване през май 2018 г.): 674 474 души
- Гъстота на населението: 40,42 души/км²[1]

Регион Бонголава е разположен в провинция Антананариво. Разделен е на 2 района и 24 комуни.